# JASO
La Japanese Automotive Standards Organization (日本自動車規格?, Nihon Jidōsha Kikaku, JASO) è un ente giapponese di normazione nel campo dell'industria automobilistica e veicolistica, analoga alla SAE statunitense.
Tra gli standard che ha stabilito vi sono quelli relativi agli olii lubrificanti, per motori a due e quattro tempi.
Ad esempio, nel caso degli olii per motori a due tempi, la certificazione viene rilasciata dopo una sequenza di prove. A seconda dei risultati dei test, i possibili livelli di qualità sono:
- JASO FA: specifica originale, dove viene determinata la lubrificazione regolare, detergenza, coppia iniziale, fumi di scarico e depositi del sistema di scarico.
- JASO FB: rispetto alla FA richiede un maggiore potere lubrificante, migliore detergenza, minori fumi di scarico e depositi nel sistema di scarico.
- JASO FC: requisiti di lubrificazione e coppia iniziale identici alla specifica FB, ma con una detergenza di molto superiore, minori fumi di scarico e depositi al sistema di scarico.
- JASO FD: differisce dalla specifica FC per la detergenza di gran lunga superiore.

Più alta è la qualità, meglio lubrificherà le parti meccaniche, più difficilmente sporcherà la candela, rilascerà meno residui nel cilindro, farà meno fumo e quindi permetterà un miglior rendimento dell'intero motore.
Mentre per i motori a quattro tempi ci si basa essenzialmente sulla capacità del lubrificante di permettere la corretta aderenza tra i dischi della frizione per evitare slittamenti, questo si verifica con la misurazione di 3 indici, DFI-SFI-STI, che valutano il trasferimento della coppia motrice in condizioni di attrito dinamico e statico ed infine la rapidità/modalità della transizione tra i due, la classificazione dei lubrificanti è:
- JASO MA: Consentono un alto attrito (adatti alle frizioni in bagno d'olio)
- JASO MA1: Specifica originaria
- JASO MA2: Maggiore controllo dello slittamento
- JASO MB: Consentono un attrito minore (adatti per sistemi con frizioni a secco o senza frizione)